# اللغة العبرية
اللغة العِبْرِيَّة أو العِبْرَانِيَّة (بالعبرية: עברית') عِڤْرِيتْ ‎/ʕiv'ʁit/‏ هي لغة سامية من مجموعة اللغات الشمالية الغربية من الفرع الكنعاني، تنتمي إلى مجموعة اللغات الأفريقية الآسيوية. حاليا تنتشر اللغة العبرية الحديثة كلغة حديث وأدب وتعاملات رسمية، ويتحدث بها أكثر من سبعة ملايين شخص موزعين في حدود إسرائيل والأراضي الفلسطينية. اللغة العبرية الحديثة منبثقة من اللغة العبرية الكلاسيكية التي لم تعد مستخدمة كلغة حديث أو كلغة تعاملات رسمية إنما تستخدم كلغة دينية يستعملها المتدينون اليهود في تعاملاتهم الدينية، وهي بدورها (اللغة العبرية الكلاسيكية) نشأت من محاولة إحياء للّغة العبرية القديمة التي ماتت في القرن الخامس قبل الميلاد. اللغة العبرية القديمة هي العبرية التي كتب فيها العهد القديم، وتشبه إلى حد كبير لغات قديمة أخرى مثل اللغة الفينيقية والعمونية والمؤابية؛ ولهذا يعد علماء اللغات كل هذه اللغات الأخيرة لهجات للّغة الكنعانية.
أخذت اللغة العبرية العديد من الأسماء، وهي: لغة كنعان (و هو اسم وارد في التوراة)، واللغة اليهودية (كونها لغة مهمة في الديانة اليهودية)، واللغة المقدسة (بسبب نزول التوراة بها)، لكن أشهر الأسماء لها هو اللغة العبرية (حيث سميت بهذا الاسم نسبة إلى العبرانيين الذين حملوا اللغة من بعد الكنعانيين).

## تاريخ اللغة العبرية

### ما قبل الميلاد

#### مرحلة العبرية القديمة الخالصة
بدأت هذه المرحلة في القرن العاشر قبل الميلاد تقريبا، فكانت اللغة العبرية هي اللغة الشائعة في المناطق الجبلية في فلسطين، وكانت عبرية هذا العصر تتسم بالنقاء والبعد عن أي تأثيرات أجنبية، ودون بها معظم أسفار العهد القديم والأعمال الأدبية الأخرى، وعدد من النقوش الأثرية على الصخور والأحجار والعملات.

#### تهميش العبرية بسبب الآرامية
اجتاحت الإمبراطورية البابلية الحديثة في أوائل القرن السادس قبل الميلاد مملكة يهوذا القديمة، فدمرت معظم القدس ونفت سكانها إلى بابل ناحية الشرق. تعلم العديد من بني إسرائيل خلال الأسر البابلي اللغة الآرامية وهي اللغة السامية التي تكلم بها آسروهم. أثرت الآرامية بسبب ذلك على النخبة اليهودية لفترة طويلة من الزمن.
سمح كورش الكبير لليهود بالعودة من الأسر بعد غزوه لبابل. انتشرت لهجة محلية للآرامية بين بني إسرائيل مع تطاول الزمن إلى جانب العبرية. كانت الآرامية مع بداية الحقبة العامة هي اللغة العامية الأولى ليهود السامرة وبابل والجليل، بينما كان يهود الغرب والمثقفون يتحدثون باللغة اليونانية، إلا أن أحد أشكال العبرية المشنائية استمر استخدامه كلغة عامية في يهودا حتى حلت الآرامية محله في القرن الثالث الميلادي تقريبًا. تمسك بعض اليهود من الصدوقيين والفريسيين والنساخ والنساك والزيلوت والأحبار باللغة العبرية، وحافظ جميع اليهود على هويتهم بالأغاني العبرية والاقتباسات البسيطة من النصوص العبرية.
لا ينازعُ أحد في أن العبرية المنطوقة تعرضت للتهميش بين معظم اليهود لصالح وريثتها وأقرب اللغات إليها في الشرق الأوسط وهي اللغة الآرامية وتليها اليونانية، لكن آراء العلماء حول التأريخ الدقيق لهذا التحول تغيرت كثيرًا. تبنى معظم العلماء في النصف الأول من القرن العشرين وجهة نظر أبراهام جايجر وغوستاف دالمان بأن الآرامية أصبحت لغة منطوقة في أرض إسرائيل في مرحلة مبكرة من بداية الحقبة الهلنستية لإسرائيل في القرن الرابع قبل الميلاد، وبأن العبرية في نفس الفترة تقريبًا لم تعد اللغة المنطوقة بسببب ذلك. لا ينطبق هذا الرأي على بعض الاستثناءات الملحوظة مثل موشيه تسفي سيغال ويوسف كلاوسنر وبن يهودا. شهد النصف الأخير من القرن العشرين الاطلاع على الأدلة الأثرية المتراكمة مثل التحليل اللغوي لمخطوطات البحر الميت والتي فندت هذا الرأي. أزاحت مخطوطات البحر الميت المكتشفة قرب خربة قمران في الفترة منذ 1946 إلى 1948 الستار عن بعض النصوص اليهودية القديمة التي كتبت غالبًا باللغة العبرية دون الآرامية.
توضح مخطوطات خربة قمران أن النصوص العبرية كانت مفهومة بسهولة لعوام اليهود، وأن اللغة تطورت منذ العصور التوراتية مثل أي لغة منطوقة. تقول الدراسات الحديثة بأن ما نقل عن اليهود الذين يتحدثون الآرامية يثبت وجود مجتمع متعدد اللغات، وليس فقط بالضرورة اللغة الأولى المنطوقة. تعايشت العبرية المنطوقة داخل إسرائيل مع اللغة الآرامية. يرى معظم العلماء الآن بأن أفول العبرية كلغة منطوقة حصل في نهاية العصر الروماني أو عام 200 م تقريبا. استمرت العبرية كلغة أدبية حتى العصر البيزنطي من القرن الرابع الميلادي.
لا يزال تحديد الأدوار الدقيقة للغة الآرامية والعبرية محل نقاش ساخن. اقترح سيناريو ثلاثي اللغات لأرض بني إسرائيل. استعملت العبرية كلغة أم محلية وثيقة الصلة بتاريخ إسرائيل وأصولها وعصرها الذهبي وكلغة دين إسرائيل؛ واستعملت الآرامية كلغة دولية مع باقي الشرق الأوسط؛ بينما عملت اليونانية كلغة دولية أخرى مع المناطق الشرقية من الإمبراطورية الرومانية. يرى وليام شنيدويند أن الأهمية الدينية للعبرية تراجعت في الفترة الفارسية، ثم نمت في الفترتين الهلنستية والرومانية، ويستشهد بأدلة نصوصية تفيد بأن العبرية تمكنت من الحفاظ على مكانتها كلغة عامية – رغم تأثر القواعد اللغوية ونظام الكتابة بالآرامية على نحوٍ كبير. تقول دراسة أخرى مختصرة بأن اليونانية كانت لغة الحكومة الرسمية، وكانت العبرية لغة الصلاة والدراسة والنصوص الدينية، وكانت الآرامية لغة العقود القانونية والتجارة. تميز النمط الجغرافي في بداية الحقبة العامة، وفقًا لبرنارد سبولسكي بـ «استخدام اللغة الآرامية اليهودية بشكل أساسي في الجليل في الشمال، بينما تركزت اللغة اليونانية في المستعمرات السابقة وحول المراكز الحكومية، واستمرت اللغة العبرية بكونها اللغة الوحيدة الأساسية في القرى الجنوبية من يهودا». يضيف برنارد سبولسكي بعبارة أخرى أن «فلسطين في عصر التانيم يمكن تقسيمها من حيث جغرافية اللهجة إلى مناطق ناطقة بالآرامية في الجليل والسامرة ويهودا الصغيرة، حيث كان يتكلم أحفاد العائدين من المنفى بالعبرية الحاخامية». افترض بعضهم، بالإضافة إلى ما سبق، أن اليونانية العامية المختلطة كانت الوسيلة الأساسية للتواصل في المدن الساحلية وبين الطبقة العليا في القدس، بينما كانت الآرامية سائدة في الطبقة الدنيا من القدس دون الريف المحيط. أجبر سكان يهودا الأصليين في القرن الثاني الميلادي على التفرق بعد قمع ثورة بار كوخبا. انتقل العديد منهم إلى الجليل، ولذلك استوطن معظم من تبقى من المتحدثين الأصليين للغة العبرية في الشمال في تلك المرحلة الأخيرة.
يحتوي العهد الجديد المسيحي على بعض أسماء الأماكن والاقتباسات باللغة السامية. تطلق «العبرية» في النصوص غالبًا على اللغة التي كتبت بها هذه الحواشي (واللغة التي يتحدث بها اليهود عمومًا في بعض فصول العهد الجديد) وإن كان هذا المصطلح لا يفهم منه غالبا إلا الإشارة إلى الآرامية، وتستحضر الترجمات الحديثة نفس المفهوم أيضًا. لا يوجد مع ذلك ما يمنع من ترجمة هذه الحواشي على أنها عبرية. قيل إن العبرية، لا الآرامية أو اليونانية العامية المختلطة، كانت وراء تأليف إنجيل متى.

#### مرحلة العبرية التلمودية
بعد أن أصبحت الآرامية هي اللغة الرسمية في البلاد، وجه الزعماء الدينيون جهودهم نحو شرح وتفسير العهد القديم باللغة الآرامية لكي يفهم اليهود أصول وطقوس الدين اليهودي، فكتبوا المشناه والجمارا ثم التلمود. وكانت لغة هذه الكتب مختلفة تماما في روحها وألفاظها وتراكيبها عن عبرية العهد القديم، فظهر فيها التأثر الشديد باللغة الآرامية، كما احتوت أيضا على بعض الألفاظ من اللغات الأخرى.

### ما بعد الميلاد

#### العصر المسورتي الطبري
مع امتداد المناطق التي سيطر عليها العرب إلى فلسطين، تمتع اليهود ببعض الرفاهية الفكرية والتي أنتجت الكتاب المسورتيين (بالعبرية: מְסוֹרה) والذين وضعوا أساس عملية التشكيل أو التنقيط (بالعبرية: נִיקוּד) والذي استمر حتى اليوم كنظام التنقيط العبري الرسمي وقد تم إنتاجه في المدرسة الطبرية.

#### العصر الذهبي
عرف اليهود عصراً ذهبياً كثير الإنتاج الأدبي أثناء حياتهم في الأندلس العربية، وقد ساعد جو التسامح والتعايش الأندلسي على ازدهار الإنتاج الأدبي واللغوي العبري وظهور شخصيات ما زالت تحتل مكان الصدارة حتى اليوم في الكتابات الدينية اليهودية واللغوية العبرية كالحاخام موسى بن ميمون وسعديا الفيومي. يعرف اليهود تلك الفترة باسم العصر الذهبي (بالعبرية: תוֹר הֵזֵּהָב) وتعرف الإنتاجات الأدبية لهذا العصر بـ'الأدب العبري الوسيط'، وكانت هذه آخر العصور المزدهرة للغة العبرية والتي انتهت بسقوط الأندلس.

#### فترة الهسكلاة
تعتبر فترة الثمانينات من القرن الثامن عشر بداية عصر جديد في تاريخ الأدب العلماني للغة العبرية. أدباء ذلك الوقت هم من المتنورون (المسكيليم) والتي بدأت حركتهم في وسط أوروبا خصوصا في ألمانيا (1780-1820) وانتقلت بعدها إلى المجر والتشيك وإيطاليا وغيرها من البلدان (1820-1850) ووصلت إلى ذروة تطورها في شرق أوروبا وروسيا وبولندا (1850-1881).
عمل المسكيليم في عصرهم بشكل مباشر وغير مباشر من أجل إحياء اللغة العبرية وتحويلها إلى لغة حديث بين الناس، وكان الأوائل يميلون إلى توسيع اللغة العبرية وتجهيز كل روافد اللغة من أجل الاستخدام في الكتابة، بينما مال المتأخرون إلى خلق لغة مركبة تختلط بروافد اللغة المختلفة. مع كل الإسهامات التي ساهم فيها المسكيليم من أجل توسيع الثروة اللغوية العبرية وإحيائها، ومع نضال بعضهم من أجل تحويل لغة المشناه وباقي روافد اللغة العبرية إلى مصادر شرعية لتطور اللغة، ومع الطموح والرغبة في فرض اللغة العبرية على الجماهير، لم ينجح المثقفون في وضع أسس لتحويل اللغة العبرية من لغة كتابة وإنتاج إلى لغة حديث.

#### العصر الحديث
مع بدء الاستيطان اليهودي لفلسطين، استمر اللغويون العبريون في محاولاتهم لإخراج اللغة العبرية من الكتب والصحف إلى الشارع واستعملوا الكثير من التعديلات والتطويرات من أجل تليينها على الألسن وتسهيلها حتى نجحوا في إخراج ما يعرف اليوم بـ'اللغة العبرية الحديثة'. تأسس المجمع اللغوي العبري عام 1889 بواسطة مجموعة من المثقفين في القدس على رأسهم إليعيزر بن يهودا، وضع المجمع أمامه هدفين أساسيين:
- تحديد مصطلحات في المهن التعليمية المختلفة في المدارس وفي المجالات العلمية والحياة العملية.
- وطريقة النطق الصحيحة والكتابة والمشكلات النحوية.

اليوم، تعتبر اللغة العبرية اللغة الرسمية الأولى لدولة إسرائيل، وأصبحت تستخدم في شتى مجالات الحياة، مع أنها مختلفة عن اللغة العبرية التوراتية القديمة.
بسبب وضع العبرية الخاص كلغة حديثة نسبياً، لا يوجد هناك فارق كبير بين اللغة الأدبية ولغة الشارع.

## التأثيرات التي لقيتها العبرية الحديثة

### الكلمات
دخلت على اللغة العبرية الحديثة الكثير من الكلمات التي يعود أصلها إلى اللغة العربية والآرامية، واليديشية، والإنجليزية، بالإضافة إلى لغات أخرى كالألمانية والروسية والفرنسية.

### اللفظ
اختلف لفظ الحروف الصامتة والصوتية عن العبرية الكلاسيكية، وقد اعتمد لفظ اللهجة السفاردية أساسًا للفظ اللغة العبرية الحديثة ومنها على النحو الآتي:
- حرف (ח) ينطق /ح/ بالعبرية الكلاسيكية، لكنه صار ينطق /خ/ بالعبرية الحديثة.
- حرف (ע) ينطق /ع/ بالعبرية الكلاسيكية، لكنه صار ينطق /آ/همزة/ بالعبرية الحديثة.
- حروف الإطباق (ט, צ, ק) خفف لفظها وصارت مشابهة للفظ الحروف (תּ, ס, כּ). وحرف (צ/ص) يُلفظ «تس/تز» كما في كلمة ארץ (أرص = أرض) حيث تلفظ (أرتز).
- أصبح نطق حرف (ו) من /w/ إلى /v/.
- تحول نطق حرف (ר) من /r/ إلى (غ) مثل بسيدر أصبحت هكذا بسيدغ

### بجد كفت
اختفت قاعدة بجد كفت (وهي لفظ الحروف بطريقتين الأولى شديدة والثانية خفيفة) من الحروف (ג, ד, ת) باللغة العبرية الحديثة، ولكنها بقيت في الحروف (ב, כ, פ).

## الكتابة العبرية

### الأبجدية
احتوت اللغة العبرية على 22 حرفا صامتا مرتبة على شكل (أبجد هوز حطي كلمن سعفص قرشت)، اشتقت قديما من الخط الآرامي، وتسمى الكتابة بها بالخط المربع، وقد ظهر حديثا بما يسمى خط اليد الذي يستخدم في الكتابة العادية المستخدمة باليد، وتستخدم بعض الحروف اللينة (א, ה, ו, י) كمد للحركات في آخر الكلمة أو في وسطها.

### الحركات

خريطة تظهر مخارج الحركات في اللغة العبرية الحديثة.

احتوت اللغة العبرية الكلاسيكية بشكل عام 5 حركات أو أكثر، أما العبرية الحديثة فقد احتوت على 5 حركات قصيرة و 5 طويلة بالإضافة للسكون التام والسكون المتحرك.

## مزيد من القراءة
- أنور، أحمد فؤاد (0002). «الكنز الثمين في قواعد اللغة العبرية» (الطبعة الأولى 0002)، مركز الراية للنشر والإعلام
- مكريني، بلقاسم (2008). «كيف أغنى اليهود لغتهم: دراسة في وسائل إنماء اللغة العبرية الحديثة» (الطبعة الأولى 2008)، البوكيلي للطباعة والنشر والتوزيع (ردمك 9981451193)،‏ 671643414
- شاذلي، جمال عبد السميع - سالم، نجلاء رأفت (2012). «دراسات في الأدب العبري المعاصر»، سلسلة الدراسات الأدبية والوطنية، جامعة القاهرة، مركز الدراسات الشرقية
- أبو شمسية، مازن (2003). «اللغة العبرية» (الطبعة الأولى 2003)، الدار العربية للعلوم، بيروت
- زرهار، مصطفى (2012). «مبادئ اللغة العبرية»، دار صفحات للدراسات والنشر، دمشق (ردمك 9796500053622)
- فارس، فائز (1987). «اللغة العبرية: دروس وتدريبات»، دار البشير، عمان
- ربابعة، يوسف أحمد (2016). «أثر المصطلح النحوي العربي في المصطلح النحوي العبري» (الطبعة الأولى 2016)، دار زهدي للنشر والتوزيع (ردمك 9789957612146)
- عليان، سيد سليمان (2002). «في النحو المقارن بين العربية والعبرية» (الطبعة الأولى 2002)، الدار الثقافية للنشر والتوزيع، القاهرة (ردمك 9773390837)
- صالح الزعبي، آمنة (2011). ملخص بنية الفعل الناقص بين العربية والعبرية: دراسة في البنية الصوتية للأصل الثلاثي، المجلة الأردنية في اللغة العربية وآدابها، المجلد السابع، ع 1، صفحة 119-148، جامعة مؤتة، الكرك

## وصلات خارجية
- اكتب العبرية بدون معرفة مسبقة
- اللغة العبرية دليل على الإنترنت